# Provincia Segovia
Segovia este o provincie în Spania, în comunitatea autonomă Castilia-Leon. Capitala sa este Segovia.

Diviziunile Provinciei Segovia